# Kühnův dětský sbor
Kühnův dětský sbor založený v roce 1932 je významný český pěvecký sbor, známým nejen v Evropě, ale i kupříkladu v Japonsku, Spojených státech amerických, Kanadě, Mexiku, Austrálii či Singapuru. Za téměř 100 let své existence vychoval tisíce talentovaných dětí. Z jeho nejnadanějších členů vyrostli významní umělci a umělkyně – dirigenti, režiséři, skladatelé, pěvci i instrumentalisté. Mimořádnou uměleckou pověst dokládají i oficiální pocty, jichž se tělesu dostalo, včetně European Grand Prix z roku 1998.
Kühnův dětský sbor, který již přes 40 let vede sbormistr Jiří Chvála, je pravidelně zván na velké hudební festivaly a prestižní koncertní turné. Vedle samostatných koncertů spolupracuje systematicky s předními orchestry např. Českou filharmonií, FOK, Národním divadlem, Státní operou Praha i zahraničními tělesy. Mezi největší úspěchy z poslední doby patří účinkování v Carnegie Hall v New Yorku 2001, vystoupení na jedenácti pódiích Mexika 2005, koncert se světoznámým tenoristou José Carrerasem v Praze 2011, vítězství na mezinárodní sborové soutěži Certamen Coral de Tolosa 2013 (celkově třetí vítězství na této soutěži) a úspěšná koncertní turné Jižní Korea, Rusko 2014 a Austrálie, Nový Zéland 2015, USA 2018 a Rusko 2018.
Mimo pravidelné každoroční koncerty v pražském Rudolfinu či Stavovském divadle jsou členové Kühnova dětského sboru již od roku 1936 obsazováni do dětských rolí na jevištích Národního divadla, Stavovského divadla a Státní Opery Praha jako například v operách Jakobín, Tosca, Musa Džalil, Boris Godunov nebo Carmen. Členové sboru našli uplatnění také ve filmech (Pohádka o staré tramvaji, Donšajni a Sbormistr). Kromě klasické hudby sbor prezentuje i hudbu populární, zejména na benefičních koncertech a halových vystoupeních. Sbor za svou existenci nahrál na 50 CD české i světové hudby.

## Citát
Kühnův dětský sbor byl vytvořen začátkem 30. let, aby dokázal, že i dětské hlasy dokážou zpívat čistě a kultivovaně. Že jsou schopny tlumočit pěvecky a interpretačně náročné party a zvládat úkoly, které korespondují s profesionálním uměním. Bylo proto přirozené, že sbor začal pravidelně vystupovat na scéně Národního divadla. Divadlo mělo jistotu, že dětské role budou dokonale připravené. Dětem se na oplátku otevřel nový, kouzelný svět opery.
Jiří Chvála

## Historie sboru

### 30. léta
- 1932 – Jan Kühn (1891–1959) zakládá malý dětský sbor pro potřeby školského rozhlasu.
- 1933 – Sbor je rozšířen na 30, později 60 členů a nazván Dětský sbor pražské rozhlasové stanice. Klavíristkou a nejbližší spolupracovnicí sbormistra Markéta Kühnová.
- 1935 – 1. cena z Mezinárodní soutěže rozhlasových sborů.
- 1936 – Úspěch na koncertu v rámci kongresu Mezinárodní společnosti pro hudební výchovu. Spoluprací v operách Jakobín, Prodaná nevěsta a dalších inscenacích začíná účinkování členů sboru v Národním divadle.
- 1937 – Koncertem s programem soudobé tvorby pro dětský sbor (J. B. Foerster, A. Hába, K. Hába, I. Krejčí, J. Křička, J. Plavec, K. Reiner, H. W. Süskind, J. Svoboda, D. C. Vačkář) je zahájeno pravidelné uvádění novinek soudobých českých skladatelů. Vystoupení vysílána rozhlasovými společnostmi USA.
- 1938 – Vystoupení sboru vysílána rozhlasovými společnostmi z Paříže a Londýna. Členem sboru (do r. 1942) mj. i pozdější významný český dirigent Zdeněk Košler.

### 40. léta
- 1942 – Sbor již nese název Kühnův dětský sbor. Zpívá v něm 350 dětí rozdělených do sedmi oddělení a za rok absolvuje cca 50 koncertů pro rozhlas a 10 veřejných vystoupení. Základem repertoáru jsou sborem premiérované cykly J. B. Foerstera, J. Křičky, J. Hanuše, a zvláště První směs národních písní O. Jeremiáše.
- 1943 – Na jubilejním koncertě k 10. výročí založení sboru uveden výběr ze skladeb věnovaných sboru J. Křičkou, J. Plavcem, K. Hábou a V. Trojanem. První provedení cyklu písní Máj Vítězslava Nováka, věnovaného KDS. Zahájena spolupráce na provádění oratorních a kantátových děl Českou filharmonií. Za řízení R. Kubelíka účinkuje sbor v Lisztově oratoriu Kristus.
- 1944 – Účast na provedení Dvořákova oratoria Svatá Ludmila s Českou filharmonií za řízení J. Krombholce. Koncert s programem sborů soudobých českých skladatelů (J. Křička, J. Plavec, F. Škvor, V. Dobiáš, A. Pek, V. Trojan, J. B. Foerster, J. Malát).
- 1945 – Sbor se stává součástí Českého pěveckého sboru. Těžiště jeho činnosti přeneseno z rozhlasu na koncertní pódium.
- 1946 – Nahrávání dětských sborů Václava Trojana pro Trnkův film Špalíček.
- 1947 – Pod názvem Dětský sbor Českého pěveckého sboru vystupuje sbor poprvé na Pražském jaru, a to na samostatném koncertu (B. Vomáčka, V. Novák, J. B. Foerster, F. Škvor, B. Schneider – Trnavský, D. C. Vačkář). První zahraniční zájezd sboru – Polsko.
- 1948 – Účinkování na světové výstavě ve Wroclawi. Spolupráce při Kubelíkově dvojím provedení Dvořákova oratoria Svatá Ludmila v rámci Pražského jara. Spolupráce při nahrávání Trojanovy hudby pro Trnkův film Císařův slavík.
- 1949 – Rekreačním pobytem na Veselíčku zahájeno každoroční studijní soustředění sboru.

### 50. léta
- 1950 – Zástupcem hlavního sbormistra Antonín Šídlo. Mezi členy sboru také patřil pozdější český dirigent Jiří Bělohlávek. Začátek vystupování na plenárních zasedáních Svazu českých skladatelů s představováním nových skladeb (Rychlík, Sommer, Hába, Vačkář, Škvor, Grossmann).
- 1951 – Natáčení dětských sborů V. Trojana pro Trnkův film Bajaja a sborů D. C. Vačkáře pro film Pyšná princezna. První setkání se s Mahlerem – spolupráce na provedení Mahlerovy 3. symfonie s Českou filharmonií pod taktovkou Karla Šejny, spoluúčinkování na Talichově provedení Dvořákova díla Stabat mater, pokračování v prezentaci skladatelských novinek.
- 1952 – K 20. výročí sboru pořádány tři koncerty. Sbor je součástí České filharmonie. Gramofonová nahrávka Dvořákova díla Stabat mater za řízení Václava Talicha.
- 1953 – Souborné provedení Hanušova sborového cyklu Český rok.
- 1954 – Koncert na přehlídce nové tvorby čs. skladatelů. Natáčení dětských sborů Václava Trojana pro Trnkův film Staré pověsti české.
- 1955 – Podíl sboru na předpremiéře Martinů Otvírání studánek. Samostatné vystoupení na Pražském jaru v soudobých skladbách M. Kabeláče, J. Křičky, F. Škvora a D. C. Vačkáře.
- 1956 – Vítězství na 1. sborové olympiádě v Paříži. První koncertní zájezd do Francie. Účast na televizním provedení Otvírání studánek B. Martinů. Účinkování v téže Martinů kantátě na Pražském jaru.
- 1957 – Spolupráce při provedení Martinů kantáty Legenda z dýmu bramborové nati na Pražském jaru.
- 1958 – Umírá zakladatel sboru prof. Jan Kühn. Vedení sboru se ujímá jeho žena Markéta Kühnová. Repertoárový rejstřík obohacen zvláště o sbory Václava Trojana a Petra Ebena.
- 1959 – Druhým sbormistrem sboru se stává Jiří Chvála. Vystoupení všech oddělení sboru ve Dvořákově síni.

### 60. léta
- 1960 – Trojanovy sbory v Trnkově loutkovém filmu Sen noci svatojánské.
- 1961 – 1. cena v Soutěži tvořivosti mládeže „za průkopnickou práci v dětském sborovém zpěvu, repertoárovou objevnost, obětavou propagaci hudby a mimořádnou úroveň”.
- 1963 – První vystoupení v Brittenově Válečném rekviem (Pražské jaro).
- 1965 – První zájezd do Itálie. Spoluúčinkování v milánské Scale v Menottiho oratoriu Morte Vescovo di Brindisi.
- 1966 – Vystoupení v Honeggerově Vánoční kantátě na Pražském jaru.
- 1967 – Televizní nastudování Trojanovy dětské opery Kolotoč. Po odchodu Markéty Kühnové do důchodu se ujímá vedení sboru Jiří Chvála. Jako sbormistr chvílemi působí začátkem 60. let i Jiří Bělohlávek. Novodobá premiéra Vaňhalových Dětských písní. Spolupráce při uvedení Berliozova Dětství Ježíše za řízení G. Prétra na Mezinárodních hudebních slavnostech Sagra musicale Umbra v Itálii a několik samostatných koncertů v městech Umbrie.
- 1968 – 1. cena a medaile belgického ministra kultury z 16. mezinárodního festivalu v Neerpeltu 1968. První zájezd do SRN (Regensburg, spolupráce s Regensburger Domspatzen).
- 1969 – První zájezd do Maďarska. Zájezdy do Rakouska a Itálie. Spolupráce s Claudio Abbadem v Berliozově Te Deum v milánské Scale.

### 70. léta
- 1970 – Koncertní zájezd do Francie. První vystoupení v Honeggerově oratoriu Jana z Arku (V. Neumann). První zájezd sboru do Švýcarska. Zájezdy do Francie a Itálie. První vystoupení v Mahlerově 8. symfonii v milánské Scale (řídil S. Ozawa).
- 1971 – Hlasovou pedagožkou se stává Františka Krysová a zahajuje svou třicetiletou spolupráci se sborem. Jiří Chvála prosazuje Stabat mater J. K. Vaňhala jako novodobou premiéru. Zájezdy do Belgie, SRN, Itálie a Švýcarska.
- 1973 – Zájezd do Švýcarska. První zájezd do Anglie. Televizní pořad s názvem Ty děti umějí zpívat k 40. výročí sboru.
- 1974 – Za řízení S. Bauda provedeno Honeggerovo oratorium Jana z Arku. Vysoce hodnocená gramofonová nahrávka tohoto díla. Zájezd do Itálie.
- 1975 – Začátek dlouholeté spolupráce s Teatro municipale v Reggio Emilia. S Mahlerovou 8. symfonií v Curychu. Účast na festivalech Svátky písní Olomouc a Mladá Smetanova Litomyšl.
- 1976 – Na prvním zájezdu do Japonska bylo realizováno 29 koncertů. Zájezd do Itálie.
- 1977 – Účast na festivalu Svátky písní Olomouc.
- 1978 – Zájezd do Itálie.
- 1979 – Zájezd do Anglie. Zahájení cyklu koncertů Česká filharmonie dětem, přenášených Čs. televizí.

### 80. léta
- 1980 – Na druhém koncertním zájezdu do Japonska absolvováno 41 koncertů (šlo zatím o nejdelší zájezd v historii sboru). Zájezd do Švédska.
- 1981 – Zájezd do Francie. Na Svátcích písní Olomouc se sbor účastní premiérových koncertů kantát pro dětské sbory (Felix, Teml). V rámci festivalu též přednáška Jiřího Chvály Reprodukční představa sbormistra a její realizace. Další zájezdy do Švýcarska a Francie. Televizní film o sboru s názvem Hudba pro děti.
- 1982 – Česká národní rada uděluje sboru k 50. výročí založení národní cenu. Spolupráce při provedení Mahlerovy 8. symfonie s ČF a V. Neumannem v Paláci kultury. K 50. výročí sboru vzniká 21 nových skladeb pro dětský sbor. Uspořádána výstava k 50. výročí založení sboru. Perlami rozsáhlého repertoáru sboru se stávají Brittenova Chvála koled (Ceremony of Carols), Janáčkova Říkadla, Dvořákovy Moravské dvojzpěvy a Martinů Otvírání studánek. V sedmi odděleních sboru zpívá 500 dětí. Tři přípravná oddělení vede Antonín Šídlo, tři přípravná oddělení a koncertní oddělení vede Jiří Chvála. O hlasovou výchovu pečuje prof. Františka Krysová. Sekretářkou sboru je Jana Strnadová. Předsedou komise pro práci s dětmi, která zajišťuje organizační práce s dětmi, je Ing. Ervín Haintz. Zájezd do SRN a Švédska.
- 1983 – Na třetím zájezdu do Japonska absolvuje sbor svůj stý koncert v této zemi. Zájezdy do Maďarska, Jugoslávie a Řecka. Spoluúčinkování s Orchestre de Lyon za řízení S. Bauda v Berliozově Faustově prokletí na Pražském jaru.
- 1984 – Zájezdy do Dánska, Švédska a Norska. Koncert na festivalu Talichův Beroun, televizní záznam baletu B. Martinů Špalíček, spoluúčinkování na koncertě ČF – M. P. Musorgskij: Salambo (dir. Z. Pesko). Účast na festivalu Svátky písní Olomouc.
- 1985 – Zájezdy do Francie a SSSR (s ND v Příhodách lišky Bystroušky). Hudební festival v Drážďanech (s ND v Řeckých pašijích). Účast na festivalu Svátky písní Olomouc. V sezóně 1984–85 navštěvovalo KDS celkem 662 dětí.
- 1986 – Natáčení Martinů Otvírání studánek pro Krátký film. Spoluúčinkování v Lisztově Legendě o sv. Alžbětě na Pražském jaru. Na Pražském jaru provedena premiéra dětské opery O. Máchy Zvířátka a loupežníci. Zájezd do Japonska.
- 1987 – Slavnostní představení k 55. výročí založení sboru v Národním divadle (B. Martinů: Špalíček). Výstava k 55. výročí založení sboru v divadle Albatros. Jiří Chvála jmenován profesorem na Hudební fakultě AMU. Česká filharmonie vydává publikaci Bravo Kühňata! Vystoupení v Pendereckého Pašijích podle sv. Lukáše na Pražském jaru. Na Pražském jaru provedena původní verze Janáčkových Říkadel. Natáčení CD s Pastorelami J. J. Ryby pro Supraphon a Sternwaldova cyklu Rok na vsi pro Panton. Dva zájezdy do Itálie.
- 1988 – Spoluúčinkování v Zámečníkově dětské opeře Brouk Pytlík. V rámci Jihočeského hudebního festivalu novodobá premiéra Vaňhalova díla Stabat mater. Účast na festivalu Rakovník bratří Burianů. Dlouholeté působení v KDS ukončil sbormistr Antonín Šídlo. Zájezd do Itálie.
- 1989 – Zájezd do Japonska. Československá premiéra Brittenovy balady Křížová cesta dětí a kantáty J. Filase Poslední sen starého dubu. Premiéra skladby Proféteia pro dětský sbor a symfonický orchestr S. Havelky. Nahrávání CD s názvem Fetes tradicionelles pro francouzskou společnost CIME. Druhou sbormistryní se stává Světlana Tvrzická.

### 90. léta
- 1990 – Zájezdy do Německa, Francie a Španělska, dva zájezdy do Itálie. Tři koncerty k tisícímu výročí založení baziliky St. Petronio v Boloni. Vystoupení na hudebním festivalu Carinthischer Sommer v Rakousku a na hudebním festivalu ve Wroclavi. Rozpad oficiálního svazku sboru s Českou filharmonií. KDS je spolupořadatelem Mezinárodního setkání dětských sborů v Praze.
- 1991 – CD s nahrávkou Vaňhalova díla Stabat mater a Temlovy skladby Splnilo se Písmo svaté. Účinkování v opeře Carmen na festivalu Bregenzer Festspiele. Dva zájezdy do Itálie. Spoluúčinkování v Massenetově opeře Werther v Teatro Municipale v Boloni.
- 1992 – Sbor se stává součástí Pražského filharmonického sboru. Účinkování v opeře Carmen a v Berliozově Faustově prokletí na festivalu Bregenzer Festspiele. Zájezd do Španělska ve spolupráci s kvintetem Virtuosi di Praga. Zájezd do SRN (tři koncerty v norimberské Meistersingerhalle) a Francie. Vedení interpretačního kurzu v rámci akce Festival International des Matrises v Grasse a účast na festivalu v La Chaise-Dieu. Zájezd do Finska. Festival International Choral Espoo. Zájezd do Německa, tři koncerty v Meistersingerhalle. Zájezd do Španělska.
- 1993 – Další účast na akci Festival International des Matrises v Grasse a na festivalu v La Chaise-Dieu, další účinkování v rámci Bregenzer Festspiele v Bizetově Carmen. Zájezd do Německa. CD s nahrávkou Invencí a interludií R. Kubelíka pro Panton za řízení autora. Zájezd do Japonska.
- 1994 – První zájezd do USA na pozvání chlapeckého sboru z Appletonu. Zájezd do Německa (vystoupení v norimberské Meistersingerhalle), dva zájezdy do Itálie (Sicílie a nahrávání vánočního programu pro italskou televizi Assisi). Nahrávka Mahlerovy 3. symfonie s Českou filharmonií a V. Neumannem.
- 1995 – Druhý zájezd do USA s cílem prezentace na Princetonskému festivalu zvaných pěveckých sborů. Nahrávka CD s Vánočními zpěvy literátských bratrstev a s pásmem Čas radosti, veselosti. Účinkování sólistů dětského sboru i celého tělesa v opeře H. Krásy Brundibár, předváděné v Berlíně, Varšavě a Praze. Účast na festivalu 1. Recontre Européenne de Chorale de Jeune v Avignonu.
- 1996 – Zřizovatelem sboru se stává Nadace Kühnova dětského sboru. Sbormistryní přípravných oddělení se stává Tereza Bystřická. Zájezd do Japonska. Nahrávka dvou CD pro japonskou společnost Pony Canon. Zájezd do Francie na festival v La Chaise-Dieu, CD s nahrávkou La Rappresentazione di anima et di corpo od E. Cavalieriho.
- 1997 – Účast na 1. Mezinárodním sborovém festivalu v Praze. Další zájezd do USA.
- 1998 – Slavnostní koncert k 65. výročí založení sboru ve Španělském sále Pražského hradu. Zájezd do Itálie, další zájezd do USA. Účinkování sólistů a sboru v opeře L. Janáčka Příhody lišky Bystroušky na Festival de due mundi ve Spoletu. Koncert na festivalu Mladá Praha (premiéra Zdeněk Lukáš: Lux aeterna) a na festivalu Concentus Moraviae. Zájezd do Španělska. 1. cena z mezinárodní soutěže v Tolose a Grand Prix v konkurenci 54 sborů všech kategorií. Účinkování v muzikálu L. Webbera Evita na scéně pražského divadla Spirála. Zahajovací koncert na Mezinárodním festivalu adventní a vánoční hudby.
- 1999 – Zájezd do Kanady, účast na sborových festivalech v Torontu a Ottawě. Velikonoční festival duchovní hudby, katedrála sv. Petra a Pavla, Brno. Samostatný recitál na Pražském jaru. Vystoupení na festivalu Smetanova Litomyšl. Provedení Ebenových skladeb v rámci sborových dnů Krajina zpěvu v Šumperku u příležitosti autorových 70. narozenin. Spolu s Operou Národního divadla spoluúčinkování v Bizetově Carmen v Japonsku.

### 2000–2009
- 2000 – Sbor se stává obecně prospěšnou společností a podniká tří týdenní zájezd do Singapuru a Malajsie. Sbormistr Chvála k tomuto turné řekl: " Vestoje nám tam tleskalo i poměrně konzervativní a chladné publikum v Singapuru, prý to tam nepamatují..."[3]
- 2001 – Jeden z vrcholů historie sboru, koncert v Carnegie Hall v New Yorku. Zájezd do Japonska s Operou Národního divadla.
- 2003 – Měsíc a půl dlouhé spoluúčinkování v představení Příběhy Lišky Bystroušky v rámci festivalu Bregenzer Festspiele v rakouském Bregenz.
- 2004 – Zájezd do Moskvy ve spolupráci s dirigentem Vladimirem Fedosejevem. Zájezd do francouzského Bordeaux a Nancy.
- 2005 – 11 koncertů v rámci turné po Mexiku. Sbor zde vystoupil například s pásmem písní a tanců Slavnosti jara od Otmara Máchy, které následně prezentoval i na mnoha dalších zájezdech. Vánoční zájezd do Avignonu k provedení děl Jakuba Jana Ryby.
- 2007 – Spolupráce s Milošem Formanem na představení Dobře placená procházka v Národním divadle a následný zájezd s představením do Valencie. Letní turné po Japonsku a Jižní Koreji.
- 2008 – Kühňata vítězí v mezinárodní pěvecké soutěži Certamen Coral de Tolosa ve španělské Tolose.[4]
- 2009 – Do sboru přichází jako sbormistr Petr Louženský, který studoval dirigování u Jiřího Chvály na Pražské HAMU.

### 2010–současnost
- 2010 – Vítězství na soutěži dětských sborů v Arezzu s Petrem Louženským, který byl zároveň zvolen nejlepším dirigentem soutěže.
- 2011 – Zájezd na hudební festival do italského Loreta a do Vídně. Koncert s José Carerrasem v pražské O2 Aréně.
- 2012 – Několik slavnostních koncertů k 80. výročí sboru. Rozsáhlé koncertní turné po Jihoafrické republice. Sbor vystoupil mimo jiné v Kapském Městě, Johannesburgu či na velvyslanectví České republiky v Pretorii u příležitosti oslav státního svátku 28. října. O turné vznikl dokument pro Českou televizi " Kühňata v Africe".[4]
- 2013 – KDS se jako jedinému sboru v historii podařilo potřetí zvítězit na soutěži Certamen Coral de Tolosa.
- 2014 – Koncertní turné po Jižní Koreji a následná účast na Velikonočním festivalu v Moskvě.
- 2015 – Téměř 30 denní turné po Austrálii a Novém Zélandu. V rámci zájezdu sbor vystoupil v sále Sydney Opera House či na české ambasádě v Canbeře.[4]
- 2016 - Zájezd do Švédska, Carmina Burana s FOK v Obecním domě. Koncertní turné po Německu a Rakousku v rámci akce Lord of the Rings Live.
- 2017 - Úspěšný zájezd do Španělska. V pražském Rudolfinu sbor vystupuje s věhlasným vokálním souborem The King's Singers.
- 2018 - Několikatýdenní turné po USA. Koncertní turné po Německu a Rakousku v rámci akce Lord of the Rings Live.
- 2019 - Zájezd na Velikonoční festival v Rusku. Koncert s Izraelskou filharmonií pod vedením dirigenta Zubina Mehty v rámci festivalu Dvořákova Praha, zájezdy po republice, účast na mezinárodním hudebním festivalu Smetanova Litomyšl.
- 2020 - Kratší zájezdy do zahraničí, účinkování ve dvou nových operách (Lolita a Turrandott).

## Sbormistři a oddělení
- oddělení Kühňátka – Zdeňka Vaculík Erlebachová, Marie Papežová Erlebachová, Karolína Řepová
- oddělení AB + AV – Zdeňka Vaculík Erlebachová
- oddělení A – Karolína Řepová
- oddělení M + VS – Tereza Bystřická
- oddělení MV + DSD – Světlana Tvrzická
- oddělení KO (koncertní oddělení) – Jiří Chvála, Petr Louženský

## Spoluúčinkování
interpreti
- José Carreras
- Štefan Margita
- Jana Sibera
- Aneta Langerová
- Ewa Farna
- Anna K
- Elton John
- Lucie Bílá
- Karel Gott
- Pavel Šporcl
- Paul McCartney
- Chinaski

pěvecké soubory
- The King's Singers
- Drakensberg Boys' Choir School
- Santa Sabina College Choir

## Diskografie
výběr
- Jakub Jan Ryba: Česká mše vánoční, Koledy (Supraphon, 1987)

- Jan Seidel: Zpěvy betlémské (Supraphon, 1991)
- Kubelík diriguje Kubelíka (Supraphon, 1994)
- Dětské písně českých skladatelů 18. a 19. století, Soudobá česká duchovní tvorba (2003) - například díla Jana Křtitele Vaňhala, Petra Ebena či Otmara Máchy
- Humoreska (Octavia Records, 2007) - průřez repertoárem sboru
- Vánoční zpěvy a koledy (Radioservis, 2008)
- Kühnův dětský sbor (KDS, 2014)
- Zpívejte s námi (KDS, 2015) - lidové písně pro nejmenší
- Benjamin Britten: A Ceremony of Carols (KDS, 2017)
- Zpívejte s námi 2: Vánoční písně (KDS, 2018) - vánoční písně a koledy